# Tamás József (püspök)
Tamás József (Madéfalva, 1944. november 12. –) romániai magyar katolikus püspök, a Gyulafehérvári főegyházmegye nyugalmazott segédpüspöke.

## Pályafutása
A nyolc gyermekes Tamás Gergely és Bíró Erzsébet fiaként született, akik a román vasúttársaságnál dolgoztak. Anyagi dolgok miatt a Tamás család Csíkszentsimonra költözött. József vallásos környezetben nevelkedett, rendszeresen ministrált. Általános iskolai tanulmányait itt végezte 1951 és 1958 között, majd beiratkozott a gyulafehérvári római katolikus líceumba. Ezután megkezdte tanulmányait a gyulafehérvári papnevelő intézetben 1962 és 1968 között.
Márton Áron szentelte pappá 1968. április 21-én a Szent Mihály-székesegyházban. Papi jelmondatául Assisi Szent Ferenc egy mondását választotta („A nagy király követe vagyok”), de ezt a cenzúra nem engedte rányomtatni a szentelési emléklapra, ezért végül a „Legyen meg a te akaratod” gondolatot választotta. Felszentelése után Medgyesen volt segédlelkész 1968 és 1972 között, majd 1972 és 1978 között Tűrön teljesített szolgálatot mint plébános. Ezután tanár és spirituális (a kispapok lelki nevelője) lett a gyulafehérvári papnevelő intézetben 1979-től 1997-ig.

### Püspöki pályafutása
1996. december 18-án az Apostoli Szentszék gyulafehérvári segédpüspökké és Valabriai címzetes püspökévé nevezte ki. Saját elmondása szerint kinevezése két évig húzódott, mivel vonakodott a feladattól, nem tartotta magát alkalmasnak, de végül engedelmességből elfogadta. 1997. március 1-jén a csíksomlyói kegytemplomban ünnepélyesen püspökké szentelték; szentelője Jakubinyi György gyulafehérvári érsek volt, a két társszentelő pedig Bálint Lajos nyugalmazott gyulafehérvári érsek és Janusz Bolonek romániai apostoli nuncius. Püspöki jelmondata: „Legnagyobb a szeretet” (1Kor 13, 13)
Püspökké szentelése után Csíkszereda lett a székhelye, mivel a főegyházmegye híveinek kétharmada a Székelyföldön él. Segédpüspökként gazdasági ügyekkel nem kellett foglalkoznia, feladata volt jelen lenni az emberek között és kapcsolatot ápolni a közösségekkel.
Ferenc pápa 2019. december 24-én elfogadta lemondását.
Utódjául Kerekes Lászlót nevezte ki, akinek felszentelése 2020. augusztus 29-én volt a csíksomlyói kegytemplomban. Szentelői: Kovács Gergely, Jakubinyi György, Tamás József.

## Művei
- Csúcs és forrás. Elmélkedések a szentmiséről; s.n., 2002, Miercurea Ciuc

## Fordítás
- Ez a szócikk részben vagy egészben  a   József Tamás című román Wikipédia-szócikk fordításán alapul.  Az eredeti cikk szerkesztőit annak laptörténete sorolja fel. Ez a jelzés csupán a megfogalmazás eredetét és a szerzői jogokat jelzi, nem szolgál a cikkben szereplő információk forrásmegjelöléseként.